# Pierre-Ernest Guillier
Pierre-Ernest Guillier, né le 7 octobre 1852 à Périgueux (Dordogne) et décédé le 7 novembre 1927 à Saint-Émilion (Gironde), est un homme politique français.

## Biographie
Pierre-Ernest Guillier naît le 7 octobre 1852 à Périgueux (Dordogne), de l'union de Jacinthe François et Irma Fargeot des Essards,,. Il devient jurisconsulte, avocat et bâtonnier de l'Ordre des avocats. Parallèlement à sa profession, il s'engage dans divers organismes, tels que la société de secours mutuel, le bureau de bienfaisance ou la bibliothèque populaire.
Le 19 août 1876, il épouse Suzanne Catherine Charmolüe, à Saint-Philippe-d'Aiguille.
En 1881, il devient conseiller municipal de Périgueux puis est élu maire de la ville le 17 mai 1896. Il est également élu sénateur de la Dordogne chez les Républicains progressistes/Union républicaine le 6 octobre 1901,,. Il appartient aux commissions relatives aux questions budgétaires et juridiques. Il est réélu sénateur le 4 janvier 1903 et le 7 janvier 1912, après avoir quitté sa fonction de maire de Périgueux le  15 mai 1904,. Il est à l'origine de la loi de 1906 qui permet aux veuves qui se remarient de conserver l'usufruit légal des biens de leurs enfants mineurs. Après la Première Guerre mondiale, il est rapporteur budgétaire pour l'Algérie et les protectorats. Il est secrétaire du Sénat en 1912 et questeur de 1925 à 1927[réf. nécessaire]. Il est une nouvelle fois réélu sénateur de la Dordogne le 9 janvier 1921.
Il décède le 7 novembre 1927, dans sa propriété de Capet, à Saint-Hippolyte, près de Saint-Émilion (Gironde).
Une rue de Périgueux porte son nom.